# Tall Girl
Tall Girl är en amerikansk romantisk komedi från 2019 i regi av Nzingha Stewart, från ett manus skrivet av Sam Wolfson. I rollerna syns Ava Michelle, Griffin Gluck, Sabrina Carpenter, Paris Berelc, Luke Eisner, Clara Wilsey, Anjelika Washington, Rico Paris, Angela Kinsey och Steve Zahn.
Filmen hade premiär på Netflix den 13 september 2019. År 2022 släpptes uppföljaren Tall Girl 2.

## Rollista (i urval)
| Karaktär        | Skådespelare        | Svensk röst         |
| --------------- | ------------------- | ------------------- |
| Jodi Kreyman    | Ava Michelle        | Amanda Lindh        |
| Jack Dunkleman  | Griffin Gluck       | Jonatan Modin       |
| Harper Kreyman  | Sabrina Carpenter   | Alexandra Alm Nylén |
| Stig Mohlin     | Luke Eisner         | Joakim Tidermark    |
| Kimmy Stitcher  | Clara Wilsey        | Mimmi Sandén        |
| Liz             | Paris Berelc        | Julie Yu            |
| Schnipper       | Rico Paris          | Henrik Lundström    |
| Fareeda Marks   | Anjelika Washington | Alice Svensson      |
| Helaine Kreyman | Angela Kinsey       | Tess Merkel         |
| Richie Kreyman  | Steve Zahn          | Kim Sulocki         |
| Nina Dunkleman  | Christina Moses     | Annelie Bhagavan    |